# Velaine-en-Haye
Velaine-en-Haye is een plaats en voormalige gemeente in het Franse departement Meurthe-et-Moselle in de regio Grand Est en telt 1492 inwoners (2004). De plaats maakt deel uit van het arrondissement Toul. Velaine-en-Haye is op 1 januari 2019 gefuseerd met de gemeente Sexey-les-Bois tot de gemeente Bois-de-Haye, waarvan Velaine-en-Haye de hoofdplaats werd. 

## Geografie
De oppervlakte van Velaine-en-Haye bedraagt 17,9 km², de bevolkingsdichtheid is 83,4 inwoners per km².
In de gemeente ligt het bosgebied Forêt de Haye, dat meer dan 10.000 ha beslaat over verschillende gemeenten.
De onderstaande kaart toont de ligging van Velaine-en-Haye met de belangrijkste infrastructuur en aangrenzende gemeenten.

## Demografie
Onderstaande figuur toont het verloop van het inwonertal (bron: INSEE-tellingen).